# Вонгозеро (озеро, Костомукшский городской округ)
Вонгозеро — озеро на территории Костомукшского городского округа Республики Карелии.

## Общие сведения
Площадь озера — 2,9 км², площадь водосборного бассейна — 223 км². Располагается на высоте 151,2 метров над уровнем моря.
Форма озера лопастная. Берега сильно изрезанные, каменисто-песчаные, преимущественно возвышенные.
Через озеро протекает река Вонгозерка, впадающая в реку Ногеусйоки. Последняя впадает в озеро Нюк, из которого берёт начало река Растас, впадающая в реку Чирко-Кемь.
Вонгозеро соединяется узкой протокой с озером Пирттиярви.
В озере расположено не менее пяти безымянных островов различной площади.
На восточном берегу озера располагаются дачные участки, к которым подходит автодорога местного значения 86К-47 («Подъезд к м. Вагнозеро»).
Код объекта в государственном водном реестре — 02020000911102000005520.